# Luis Alonso Sandoval
Luis Alonso Sandoval Oliva (nació el 27 de septiembre de 1981 en Guadalajara, Jalisco), es un exfutbolista mexicano que jugaba en la posición de interior por izquierda. El "Negro", como se le conoce, era un jugador rápido y hábil con el balón.
Debutó en la Primera División de México con las Chivas Rayadas del Guadalajara y se retiró con los Rayos del Necaxa. 
.En el 2023 se volvió a casar fruto de su amor ahora tiene 2 hijos y vive felizmente casado en los suburbios de Chicago. 

## Trayectoria
Se unió a las Chivas Rayadas del Guadalajara en 1999. En la Temporada 2001-2002, jugó para Tapatío en la Segunda División de México. Debutó con las Chivas Rayadas, el 6 de octubre de 2002, enfrentando a Club Necaxa en el Estadio Jalisco, en partido correspondiente a la Jornada 11 del Apertura 2002; el partido finalizó 0-0. 
Sus primeras dos anotaciones con Guadalajara y en el Máximo Circuito, fueron en la Jornada 9 del Apertura 2003, visitando a Club Irapuato en el Estadio Sergio León Chávez; los Freseros perdieron 2-3 ante las Chivas Rayadas. 
A finales del 2004 la directiva del conjunto Rojiblanco determinó enviarlo a Chivas USA en la MLS, pero Sandoval se negó y se quedó sin jugar el primer semestre del 2005.
En el verano del 2005 se unió a Jaguares de Chiapas, a petición del "Sheriff" Fernando Quirarte, entrenador del equipo chiapaneco. Fue fichado por los Tiburones Rojos de Veracruz para el Apertura 2006.
En diciembre de 2007, fue presentado como nuevo elemento de Tecos. Un año después se sumó a la plantilla de los Rayados de Monterrey. 
De cara al Apertura 2009, fue cedido a Morelia. A finales del 2009, se marchó al Club América. Debutó con los Azulcremas en el torneo InterLiga 2010 y en su segundo encuentro convirtió gol; los Potros de Hierro del Atlante perdieron 0-3 ante el América. 
El 7 de septiembre de 2010, Sandoval fue separado del primer equipo del América. El 8 de diciembre de 2010, fue presentado con los Rayos del Necaxa.
Retornó a Morelia para el Apertura 2011. Fue el primer futbolista de Primera División en anotar un gol en el Estadio Caliente; los Xolos de Tijuana perdieron 1-2 ante el conjunto Purépecha.
La Temporada 2012-2013 jugó para los Rojinegros del Atlas.
Su último torneo como futbolista profesional en México fue en el Apertura 2013 con el Club Necaxa.

## Clubes
| Club                      | País   | Año           |
| ------------------------- | ------ | ------------- |
| Club Guadalajara          | México | 2002-2004     |
| Tapatío (Cárnet)          | México | 2003          |
| Chivas LA PIEDAD (Cárnet) | México | Apertura 2004 |
| Jaguares de Chiapas       | México | 2005-2006     |
| Veracruz                  | México | 2006-2007     |
| Coatzacoalcos (Cárnet)    | México | Apertura 2007 |
| Tecos                     | México | 2008          |
| Monterrey                 | México | Clausura 2009 |
| Morelia                   | México | Apertura 2009 |
| Club América              | México | 2010          |
| Club Necaxa               | México | Clausura 2011 |
| Morelia                   | México | 2011-2012     |
| Atlas                     | México | 2012-2013     |
| Club Necaxa               | México | Clausura 2013 |

### Partidos y goles
| Competencia                      | Partidos | Goles |
| -------------------------------- | -------- | ----- |
| Primera División de México       | 248      | 24    |
| Primera División 'A'             | 18       | 2     |
| Copa México                      | 8        | 2     |
| Liga de Campeones de la Concacaf | 4        | 0     |
| InterLiga                        | 4        | 1     |
| Total                            | 282      | 29    |

## Selección nacional
A principios de diciembre de 2005 –jugando para Jaguares–, fue convocado por el entrenador de la Selección Mexicana, Ricardo La Volpe, para enfrentar en duelo amistoso a Hungría en Phoenix, Estados Unidos; Sandoval ingresó al minuto 55 por el "Chato" Juan Pablo Rodríguez. 
El 24 de febrero de 2006 fue llamado de nueva cuenta para el encuentro amistoso que sostendría la selección ante Ghana. El partido se celebró en Pizza Hut Park en Texas; Sandoval ingresó al minuto 68 por Mario Pérez Zúñiga y dio la asistencia para el gol de Guillermo Franco, con el que el conjunto Tricolor ganó 1-0. 
|                    | PJ | Minutos | Gol | Asistencia | Periodo   |
| ------------------ | -- | ------- | --- | ---------- | --------- |
| Selección mexicana | 2  | 57      | 0   | 1          | 2005-2006 |

| Fecha                   | Rival   | Estadio                | Resultado | Competencia |
| ----------------------- | ------- | ---------------------- | --------- | ----------- |
| 14 de diciembre de 2005 | Hungría | Chase Field, Phoenix   | 2-0       | Amistoso    |
| 1 de marzo de 2006      | Ghana   | Pizza Hut Park, Frisco | 1-0       | Amistoso    |

## Palmarés

### Campeonato internacional
| Título                          | Club             | Sede   | Año  |
| ------------------------------- | ---------------- | ------ | ---- |
| Preolímpico de Concacaf de 2004 | Selección Sub-23 | México | 2004 |